# Association des ombudsmans britanniques et irlandais
L'association des ombudsmans britanniques et irlandais réunit des personnes compétentes qui peuvent intervenir, selon leur champ d'intervention, si vous avez des réclamations. Les Ombudsmans, ou ombudsmen, sont indépendants et impartiaux. Ils interviennent pour faciliter la résolution de certains conflits en dehors des systèmes judiciaires.

## Histoire
Le bureau du commissaire parlementaire pour l'administration (Ombudsman parlementaire) a été créé en 1967. Pendant les dix années à venir, d'autres ombudsman du secteur public ont créé les services des Ombudsman, de sorte que vers la fin des années 70 il y avait :
- l'ombudsman parlementaire,
- l'ombudsman de la santé
- des ombudsmans dans chaque pays des îles britanniques.

Courant 1981, un bureau d'ombudsman d'assurance a été ouvert, initiant le premier ombudsman du secteur privé. En 1993, l'association d'Ombudsman du Royaume-Uni est devenue l'association britannique et irlandaise d'Ombudsman pour inclure des Ombudsman de la République de l'Irlande dès 1994.